# 認知計算

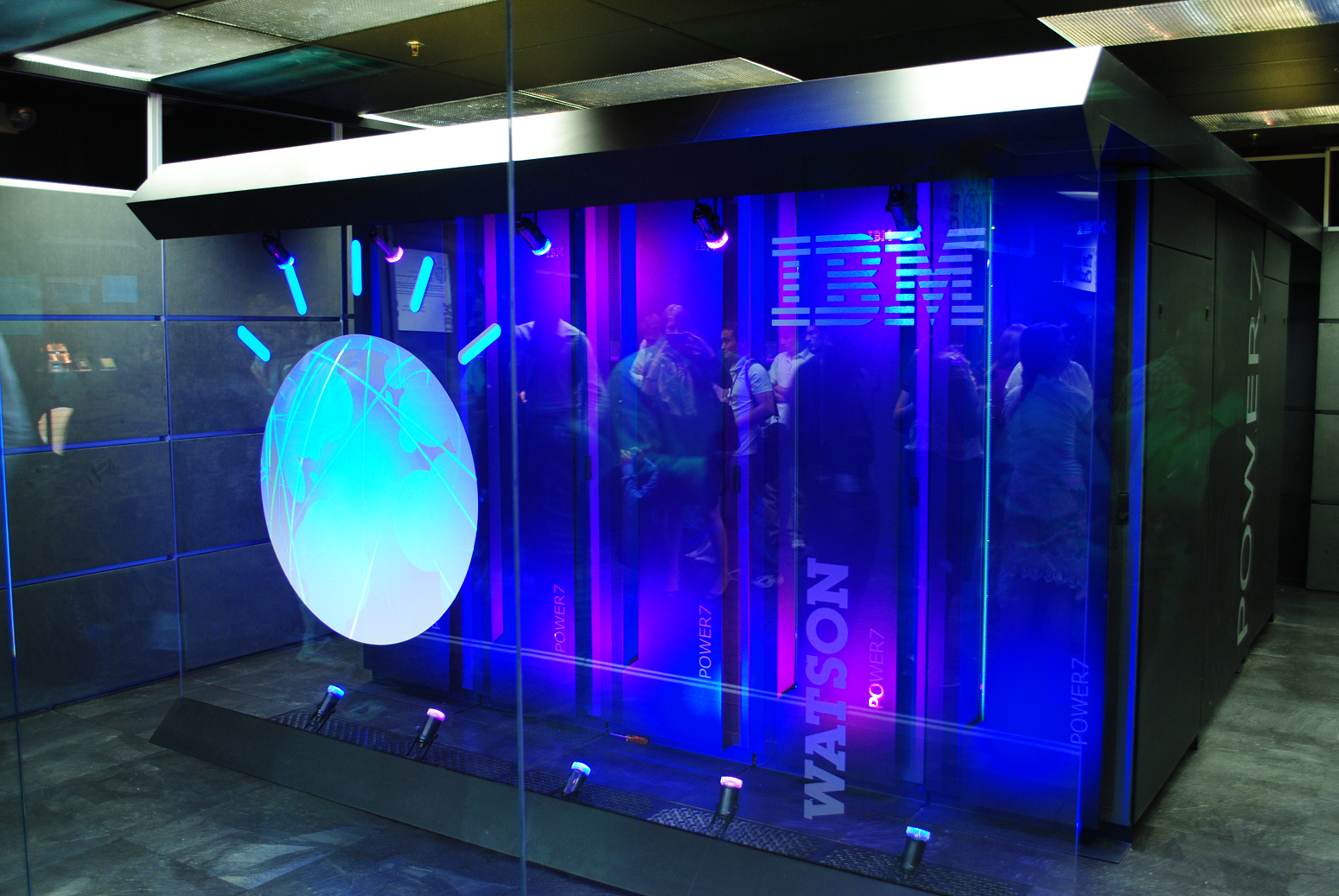
一台IBM计算机

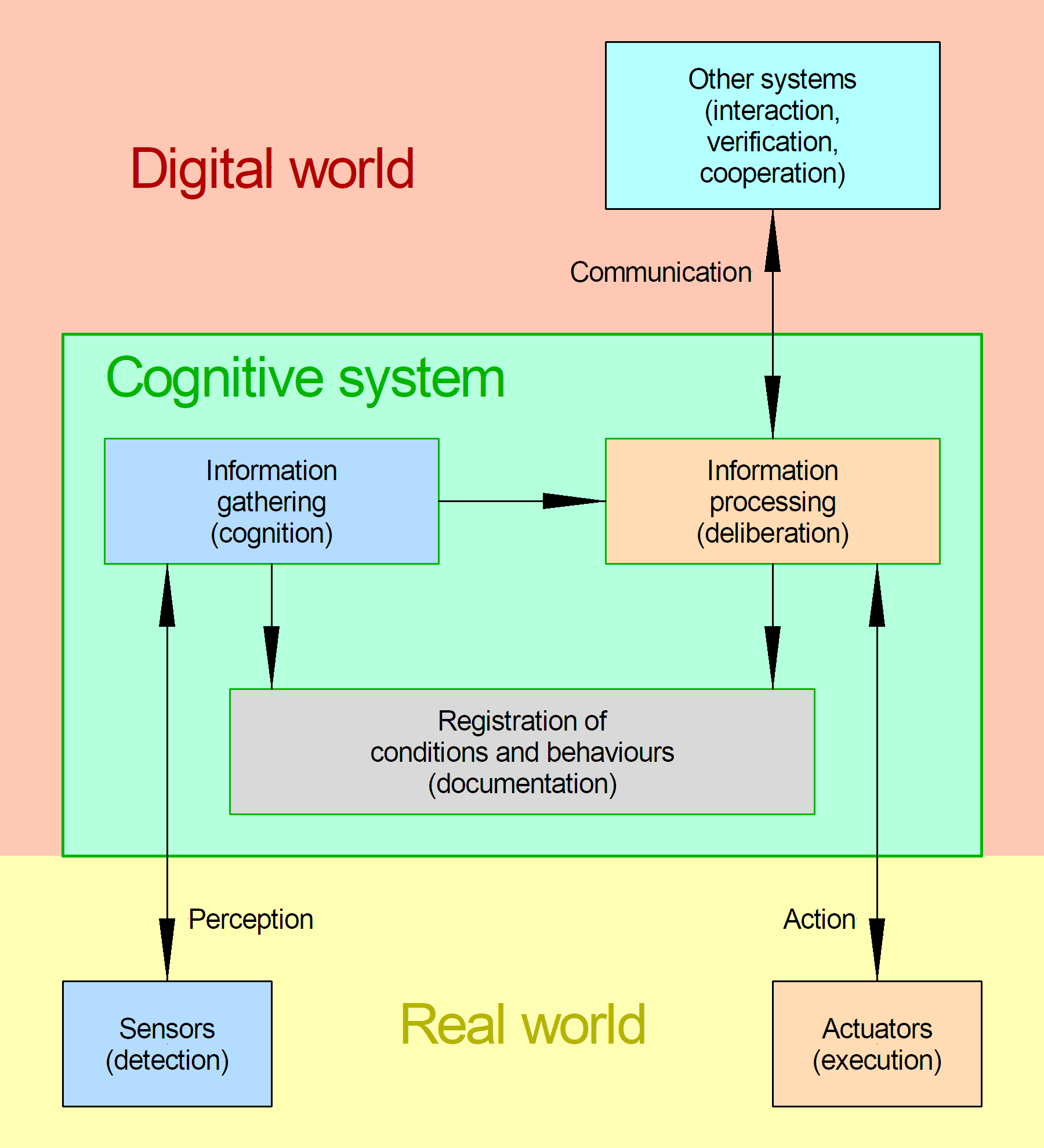
認知系統的基本方案。透過感測器，例如鍵盤、觸控式螢幕、照相機、麥克風或溫度計，可以偵測到來自真實世界環境的訊號。對於感知，這些訊號會被認知系統的認知識別，並轉換成數位資訊。這些資訊可以被記錄下來並進行處理。思考的結果也可以被記錄下來，並在執行器（例如引擎、揚聲器、顯示器或空調）的幫助下，用於控制和執行現實世界環境中的動作。

认知计算是指基于人工智能和信号处理的系统平台。这些平台涉及机器学习、自动推理、自然语言处理、语音识别和计算机视觉、人机交互等技术。 目前无论是学术界还是工业界，他們對认知计算都沒有一個統一的定義。 